# Baron Davis
Baron Walter Louis Davis (13 d'abril de 1979 a Los Angeles, Califòrnia) és un exjugador estatunidenc de bàsquet de l'NBA a la posició de base.
Va començar a jugar al bàsquet amb 5 anys. Després, Davis es va convertir en una estrella a Crossroads School i UCLA. Davis va ser escollit pels Charlotte Hornets el número 3 del draft del 1999. Va disputar dos cops l'All-Star Game de l'NBA i va liderar l'estadística d'assistències de la lliga en dues temporades.

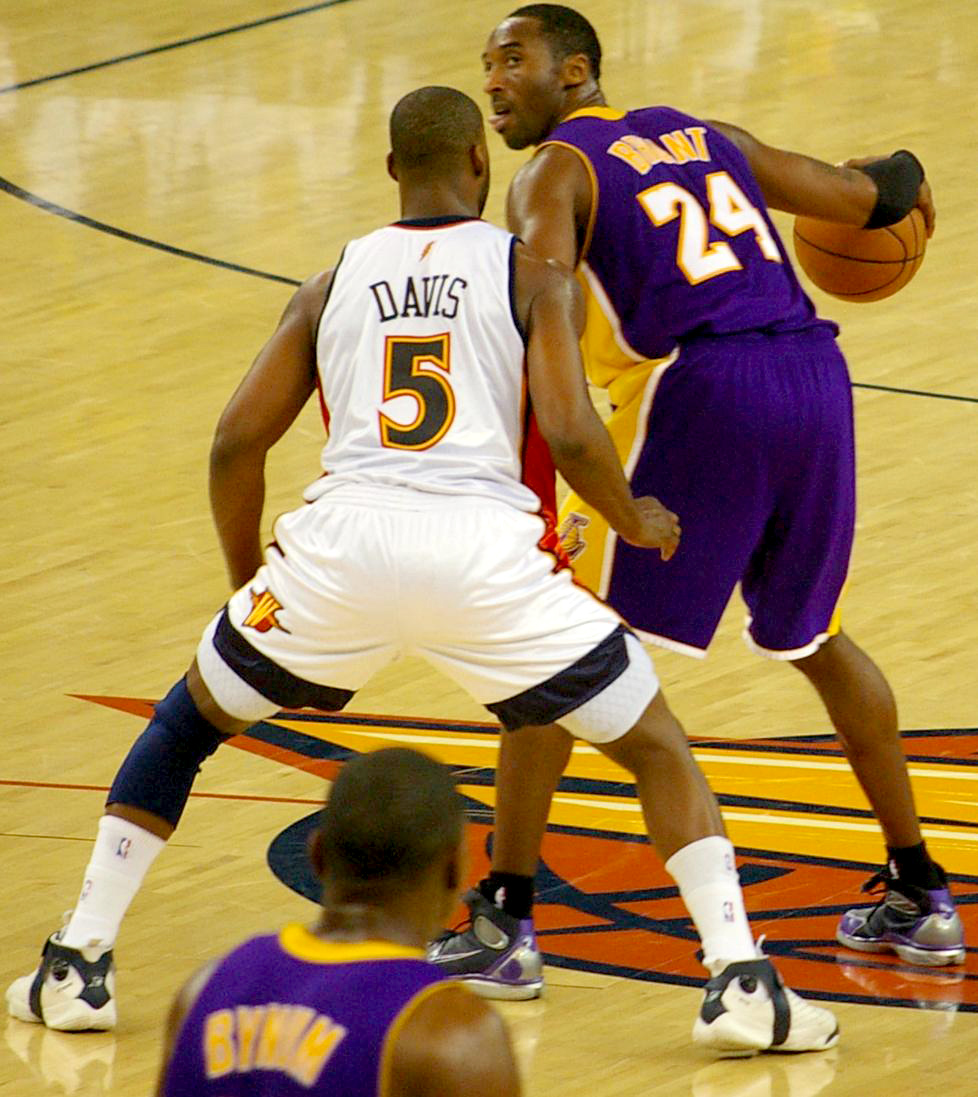
Davis defensa Kobe Bryant
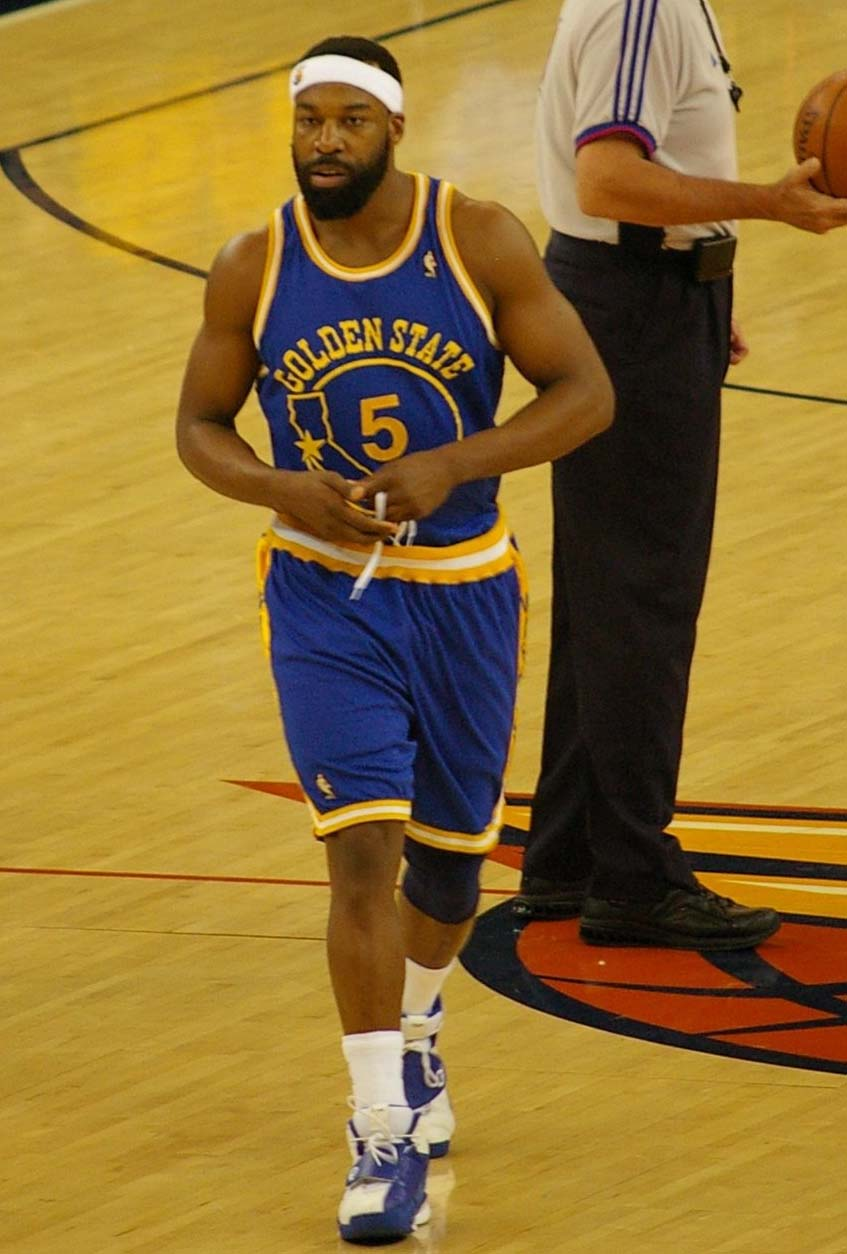
Davis als Warriors